# Euthalia ramadina
Euthalia ramadina är en fjärilsart som beskrevs av Corbet 1945. Euthalia ramadina ingår i släktet Euthalia och familjen praktfjärilar. Inga underarter finns listade i Catalogue of Life.